# Megarthroglossus divisus
Megarthroglossus divisus är en loppart som först beskrevs av Baker 1898.  Megarthroglossus divisus ingår i släktet Megarthroglossus och familjen mullvadsloppor. Inga underarter finns listade i Catalogue of Life.